# Raz-de-marée aux Pays-Bas en 1820

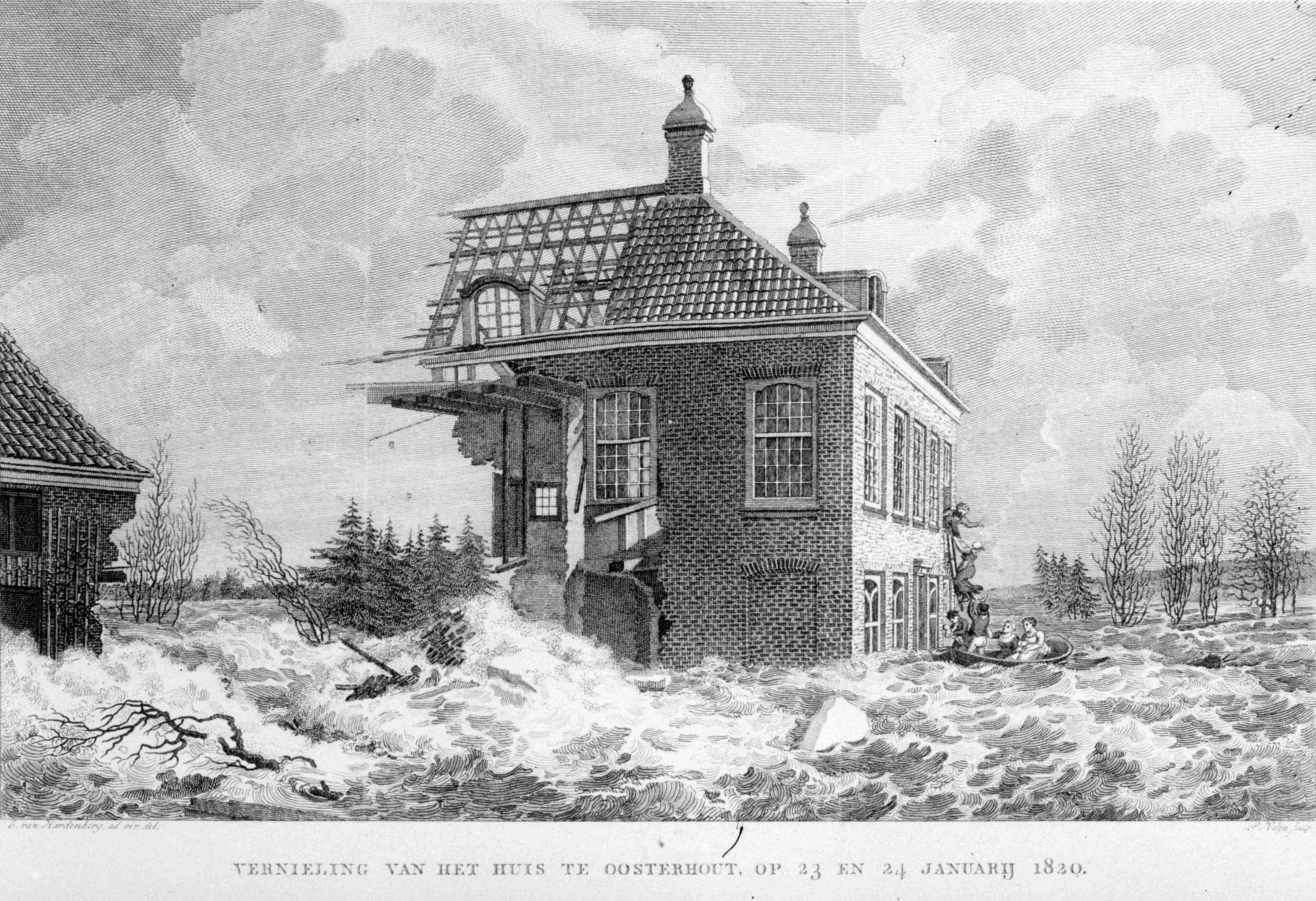
Destruction à Oosterhout

Le déluge de 1820 a inondé une grande partie de l'Alblasserwaard, après la rupture de plusieurs digues le 23 janvier. L'écluse entre la Linge et le canal de Steenenhoek à Gorinchem s'est rompue le 26 janvier.
Une zone d'environ 1 300 km2 a été inondée lors de cette catastrophe.